# Parc provincial Algonquin
Pour l’article homonyme, voir Algonquin (homonymie).
Le parc provincial Algonquin est un parc provincial du centre de l'Ontario, situé entre la baie Georgienne (Lac Huron) et la rivière des Outaouais. Établi en 1893, c'est le premier parc provincial du Canada. En 1992, le parc a été nommé lieu historique national.
Le parc Algonquin est assez fréquenté vu sa grandeur et sa proximité des centres urbains de Toronto et d'Ottawa. Le sud du parc est traversé par la route 60 et la route transcanadienne le longe au nord. Le parc abrite plus de 2 400 lacs et 1 200 km de cours d'eau. Il est localisé à la limite des forêts de conifères du nord et des forêts caduques du sud. Il est ainsi riche en biotopes et accueille de nombreuses espèces animales et végétales.

## Histoire

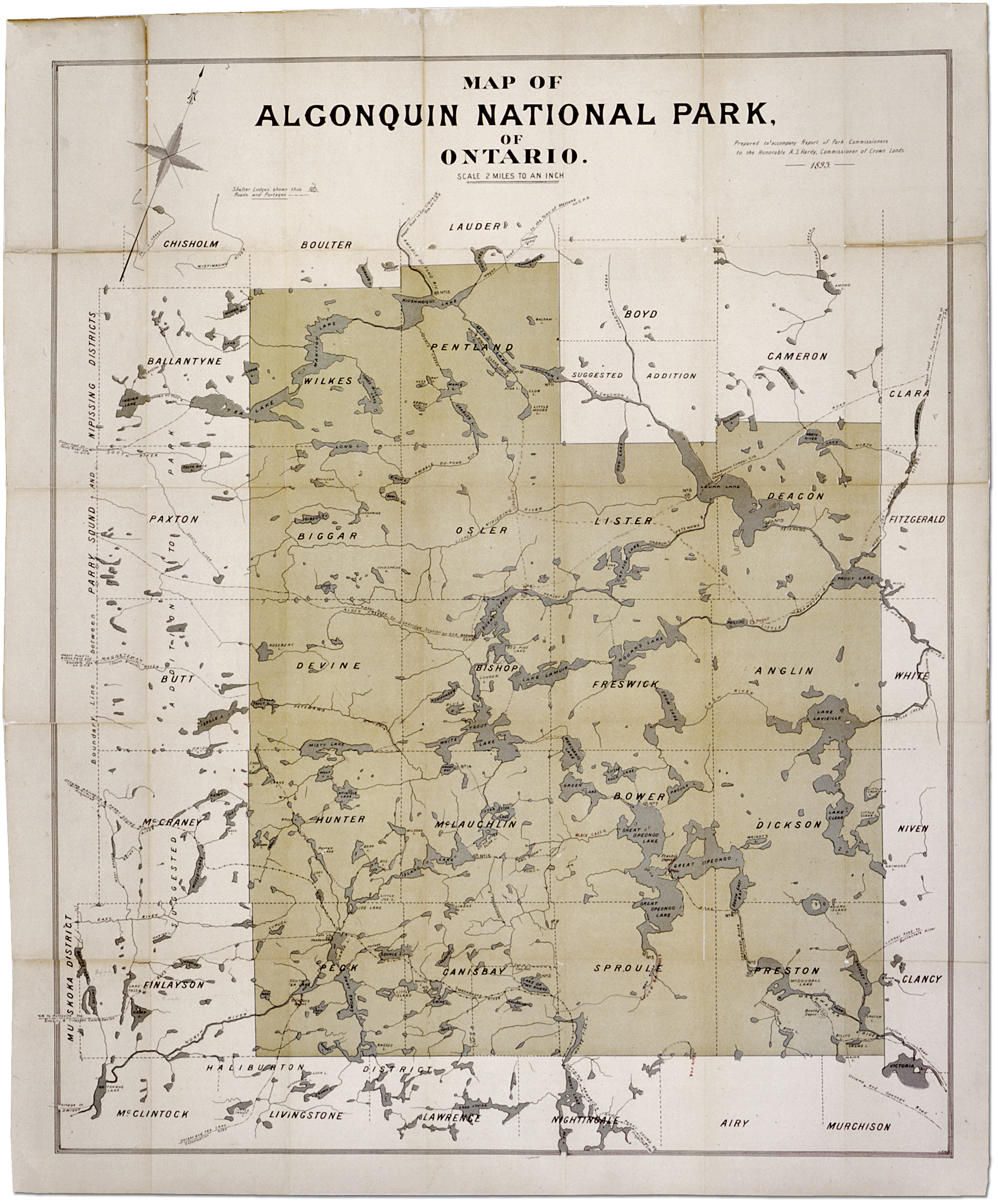
Le parc en 1893.

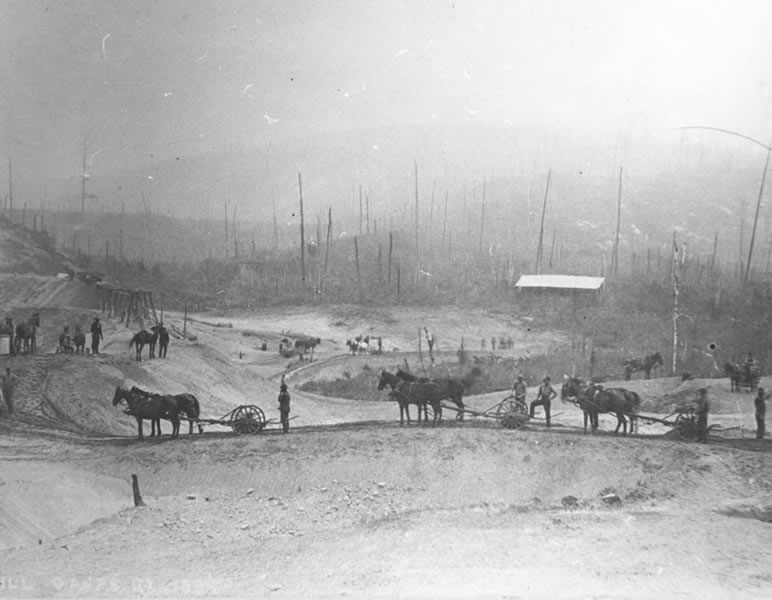
Ottawa, Arnprior et Parry Sound Railway en construction dans le parc, vers 1894

Dès le XIXe siècle, l'industrie forestière exploite la région qui est recouverte de grands pins blancs et rouges. Ce bois est utilisé en Amérique du Nord mais est également exporté au Royaume-Uni. La région était déjà reconnue à l'époque pour sa richesse environnementale et des discussions quant à la gestion des ressources naturelles furent entreprises très tôt. C'est en 1892 que le rapport visant à faire une loi qui créait le parc provincial fut rédigé par Alexander Kirkwood, James Dickson, Archibald Blue, Robert Phipps et Aubrey White. Le rapport recommandait que le territoire devait s'étendre là où s'écoulaient les cinq cours d'eau que sont les rivières Muskoka, Madawaska, Amable du Fond, Petawawa et South.
Le rapport pointait du doigt les dangers d'une exploitation irréfléchie des zones forestières. L'histoire avait montré que ces zones riches pouvaient se transformer en zones arides avec des sols appauvris. Il mentionnait que la forêt avait un rôle tampon pour les précipitations et qu'elle évitait ainsi de fortes inondations plus bas dans les vallées. Il fut ainsi décidé de gérer intelligemment la coupe des arbres pour que la zone puisse se régénérer au fil du temps.
Des parcs nationaux étaient créés un peu partout dans le pays à cette époque comme le parc national de Banff en 1885. C'est le 23 mai 1893 qu'une loi ontarienne est votée pour établir le parc. À cette époque, le parc porte le statut de parc national alors qu'il était pourtant sous juridiction de la province ontarienne. Ce n'est qu'en 1913 qu'il sera nommé en tant que parc provincial.
À l'époque de sa création, le parc couvre 3 797 km2 et englobe 18 cantons cadastraux. Le parc fut étendu à diverses reprises les années qui suivirent. Son but était de protéger ses richesses naturelles mais aussi d'être un lieu ouvert au public et à des activités touristiques. En 1886, le parc produisait 680 000 m3 de bois et  809 000 m3 en 1896. Les habitants durent quitter petit à petit certains lieux du parc. Les Amérindiens Algonquins et les trappeurs furent interdits de chasse au sein du parc.
Des rangers commencèrent à patrouiller dans le parc et dès 1910 la vie sauvage augmentait à nouveau dans la zone. De nombreux touristes visitaient déjà le parc qui était reconnu comme un des plus beaux du Canada.
En 1896, la voie de chemin de fer Ottawa, Arnprior and Parry Sound Railway (en) est construite au travers du parc ce qui facilitait l'accès au site mais aussi le transport du bois. En 1915, le Canadian Northern fut également construit au nord du parc. Ces lignes devinrent plus tard des sections du Canadien National. Le début de la fin du chemin de fer dans le parc commença en 1933 à la suite de dégâts causés par des inondations sur les voies ferrées. Seuls les accès occidental et oriental étaient toujours actifs mais le parc ne pouvait plus être traversé. L'Ottawa, Arnprior and Parry Sound Railway sera totalement abandonné en 1959 tandis que la Canadian Northern stoppa en 1995.
À la suite de la croissance du nombre de touristes dans les années 1950 et 1960, les règles du parc furent modifiées. Le parc fut découpé en zones naturelles interdites à l'exploitation et aux touristes mais aussi en zones publiques/économiques (78 %). Les anciens permis d'exploitation furent annulés et les nouveaux sont depuis donnés annuellement aux entreprises par l'Algonquin Logging Authority. Les règles qui s'appliquent ont également été améliorées en vue de limiter l'impact de l'homme sur la nature. Le radiotélescope du Conseil national de recherches Canada, le Algonquin Radio Observatory, y est construit en 1959.

## Milieu naturel

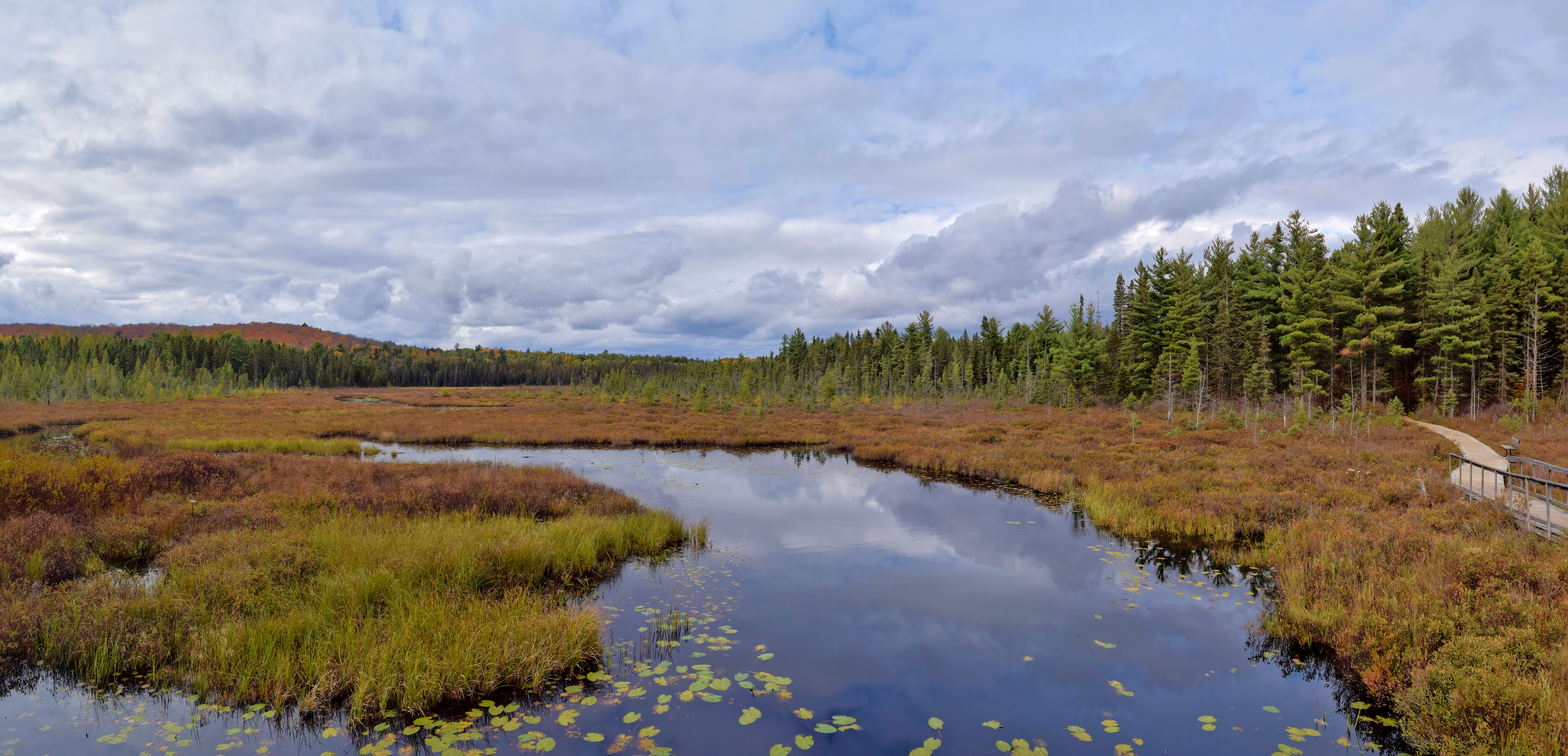
Sunday Creek Bog dans le parc provincial Algonquin. Octobre 2020.

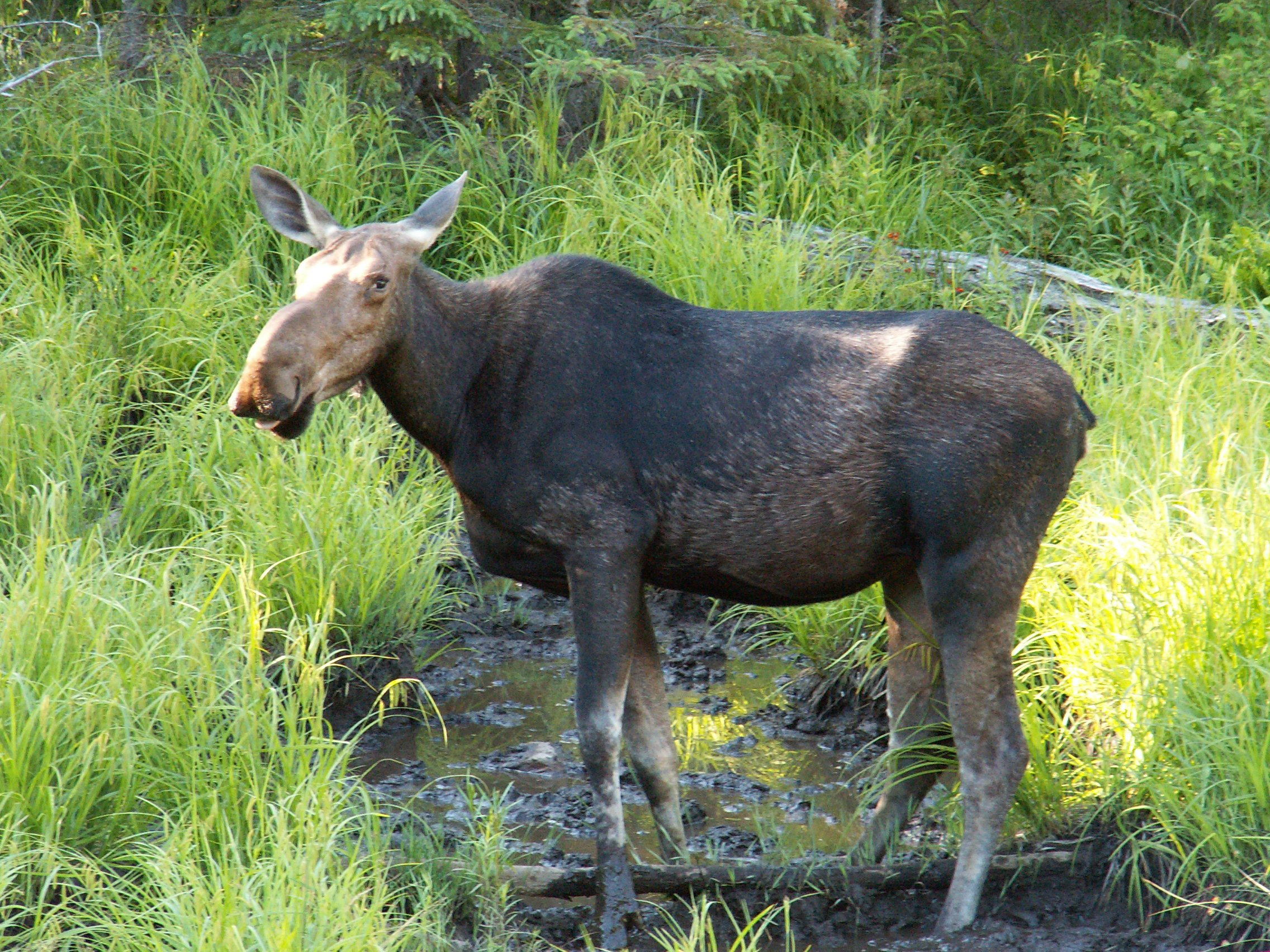
Un orignal dans le parc.

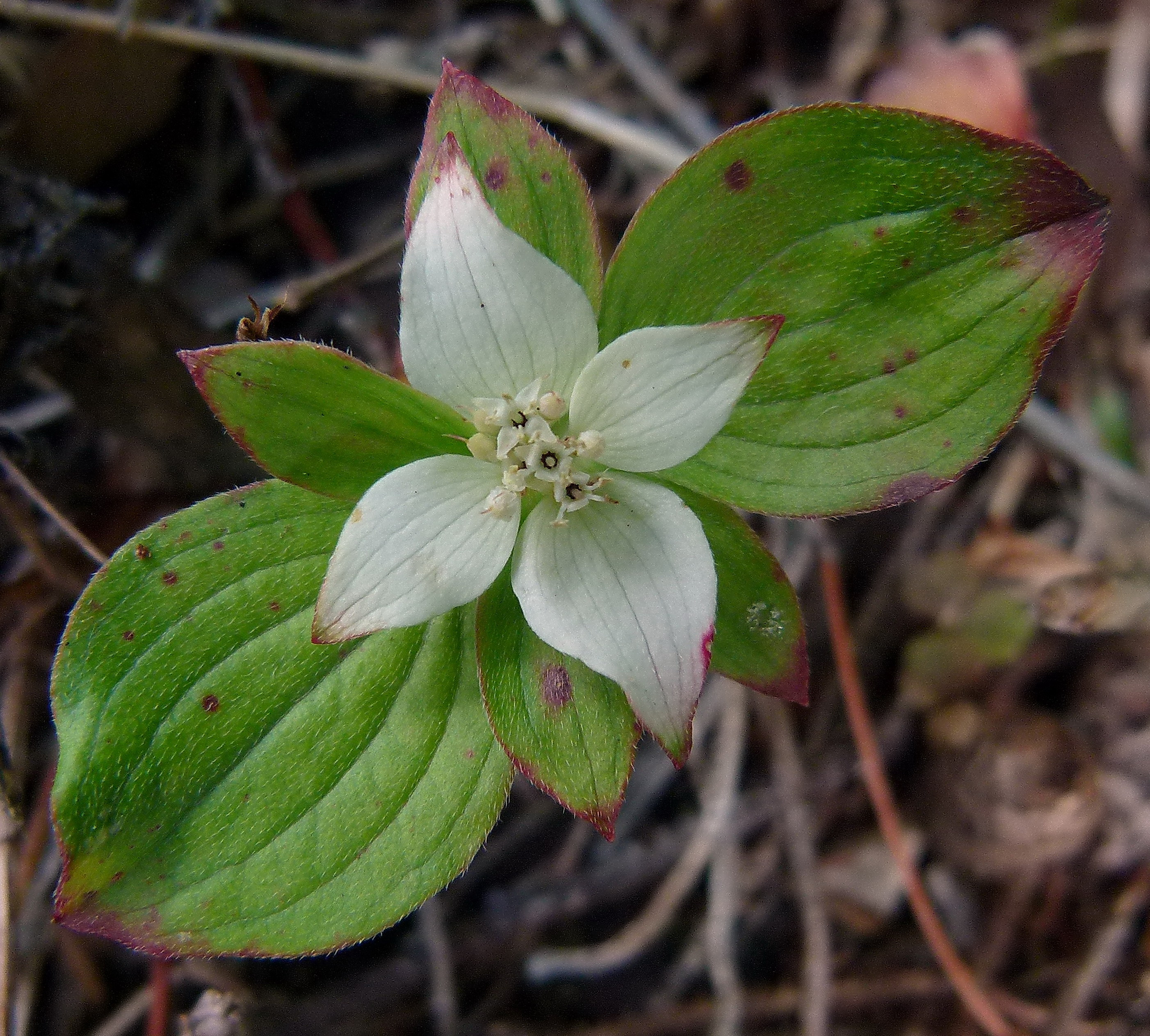
Cornouiller quatre-temps.
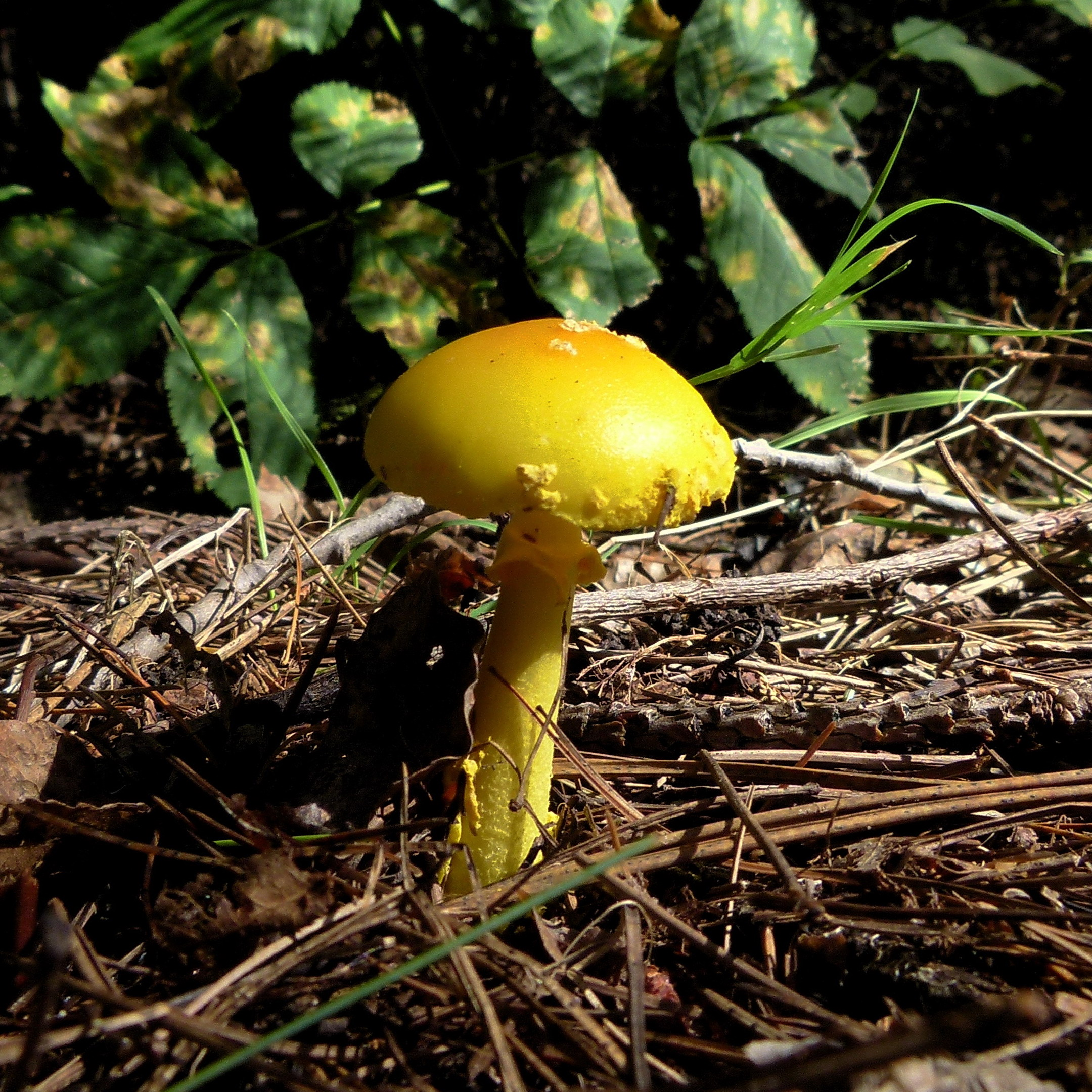
Champignon.
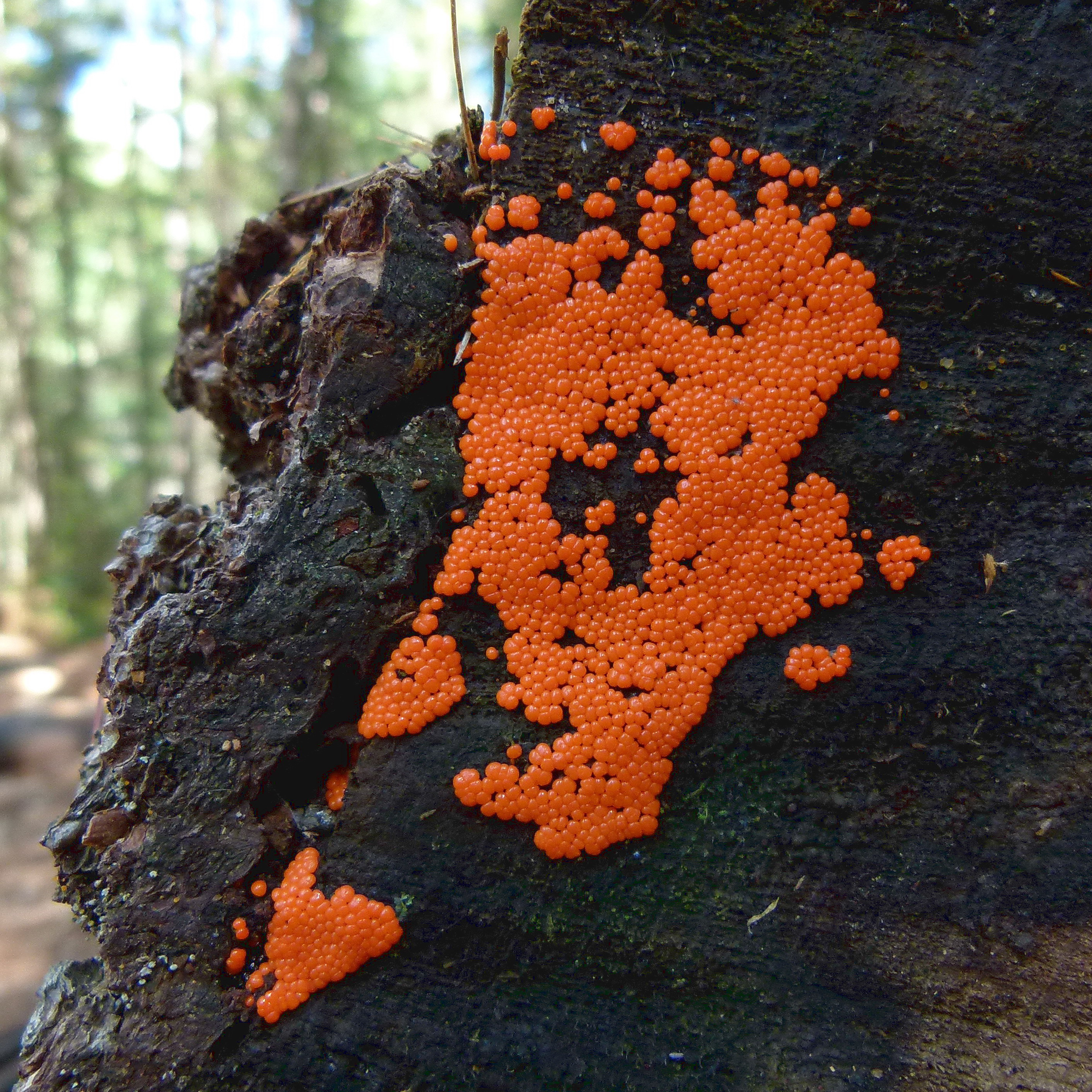
Petits champignons.
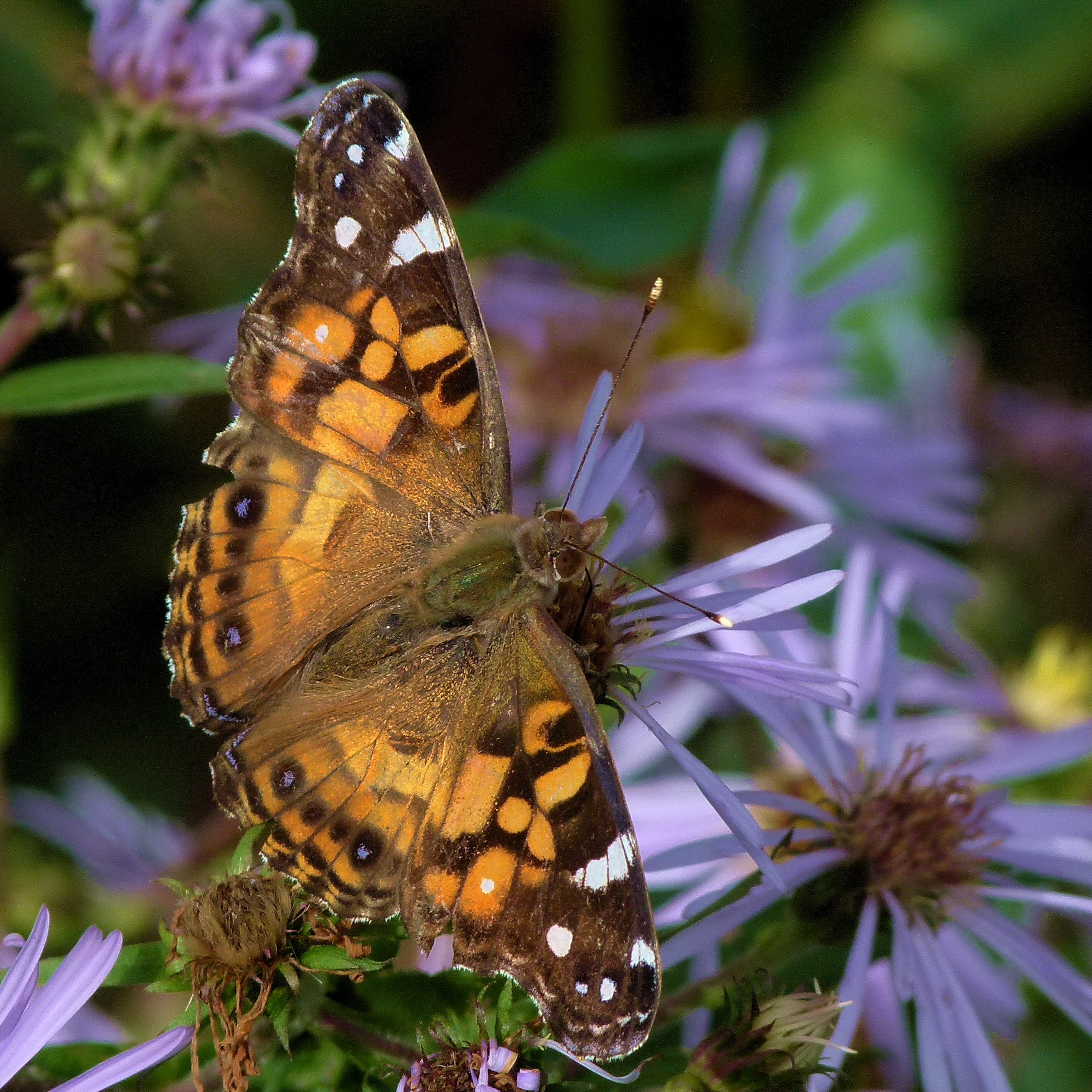
Papillon.

## Tourisme
Le parc est accessible tout au long de l'année. Des campings sont positionnés dans le parc pour accueillir les visiteurs. Les activités sont assez étendues comme la pêche, le canoë, le vélo, les randonnées à pieds et à cheval ainsi que le ski de fond en hiver. Des sentiers éducatifs permettent aux visiteurs de comprendre comment la forêt est gérée et retracent l'histoire de la région. Les sentiers mettent également en avant les principaux biotopes et des brochures permettent aux randonneurs de s'informer sur la nature qu'ils rencontrent. Des précautions doivent toutefois être respectées notamment avec la nourriture car le parc est habité par des ours noirs. Les poubelles sont par exemple conçues pour éviter que les ours ne puissent atteindre les déchets en s'approchant trop des zones habitées.
Le pendant anglophone de la Société Radio-Canada et Weatheradio Canada transmettent des informations via une radio locale, afin d'avertir les campeurs d'urgences météo. Il s'agit de CBPG-FM, sur le 103,7 FM. De l'information touristique est aussi diffusée sur CFOA-FM, 102,7 FM.
Le cratère de Brent est situé au nord du parc, et un chemin de randonnée permet de le visiter.

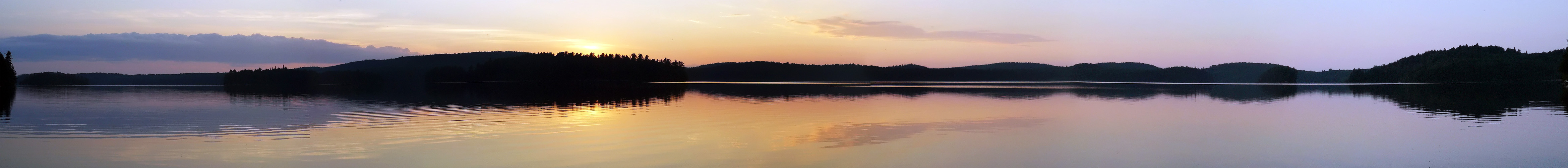
Panorama dans le parc Algonquin.